# 13722 Кампобаґатін
13722 Кампобаґатін (13722 Campobagatin) — астероїд головного поясу, відкритий 27 серпня 1998 року.
Тіссеранів параметр щодо Юпітера — 3,369.